# Mansôa
Mansôa – miasto w Gwinei Bissau; w Regionie Oio.